# Krull
Krull este un film științifico-fantastic fantezie eroică din 1983 regizat de Peter Yates și produs de Ron Silverman. Distribuit de Columbia Pictures, în film joacă Ken Marshall în rolul prințului Colwyn și Lysette Anthony în rolul prințesei Lyssa.

## Povestea
Lumea Krull este invadată de extraterestrul malefic cunoscut sub denumirea Bestia și armata sa de sclavi, cyborgi fără minte care călătoresc prin galaxie cu ajutorul unei nave spațiale având forma unui munte, Fortăreața Neagră. Prințul Colwyn și prințesa Lyssa decid să se căsătorească pentru a forma o alianță între cele două regate rivale în speranța că forțele combinate vor respinge amenințarea din ceruri. 